# Даурский суслик
Дау́рский, или забайкальский суслик (Spermophilus dauricus) — грызун рода сусликов, эндемик Забайкальского края. Распространён также в Восточной Монголии и Северо-Восточном Китае.
Это мелкий, сравнительно длиннохвостый суслик: длина его тела 17,5-23 см, хвоста 4-6,5 см. По размерам и окрасу похож на серого суслика. Спина у него светлая, желтовато-серая с лёгким ржавым оттенком, без пятен и крапчатости; иногда на ней заметна лёгкая рябь. Верх головы и пятна под глазами более тёмных тонов. Горло белое, брюхо желтовато-палевое, бока желтовато-серые. В кариотипе 36 хромосом.
Обитает даурский суслик по полынным и дерновинно-злаковым равнинным степям. Живёт на склонах холмов, выгонах, обочинах дорог, вдоль железнодорожных насыпей и даже на огородах. Селится на бутанах сурков (сурочьих норах), в норах даурских пищух. Колоний обычно не образует. Норы сравнительно мелкие (до 1,5-2 м глубиной) и простого строения — с одним входом, без земляного выброса. Гнездо выстлано сухой травой. В Забайкалье норы используются для зимовки только по одному разу. Пробуждается даурский суслик во второй половине апреля. Самцы после выхода из спячки переселяются во временные норы (их у суслика бывает до 10). Самки роют новые выводковые норы или занимают норы даурской пищухи. Гон начинается сразу после пробуждения. Беременность длится порядка 30 дней; в выводке 5-8 детёнышей. Питаются даурские суслики растительной (злаки, цветки и плоды разнотравья) и животной (насекомые и их личинки) пищей, причём доля последней в рационе достигает 50%. Молодые суслики становятся половозрелыми на 2-м году жизни. В конце июля (иногда и в мае) взрослые самцы вновь уходят в спячку; молодые суслики бывают активны до конца сентября — октября. Перед уходом в спячку входное отверстие норы забивается земляной пробкой.
Роль даурского суслика в эпизоотиях чумы невелика. В Китае местами вредит посевам чумизы и гаоляна.